# Niederaula
Niederaula – miejscowość i gmina położona w Niemczech, w kraju związkowym Hesja, w rejencji Kassel, w powiecie Hersfeld-Rotenburg.